# Promachus nussus
Promachus nussus är en tvåvingeart som beskrevs av H. Oldroyd 1972. Promachus nussus ingår i släktet Promachus och familjen rovflugor. Inga underarter finns listade i Catalogue of Life.